# Artur Gachinski
Artur Gachinski (en ruso: Артур Андреевич Гачинский; Moscú, Rusia; 13 de agosto) es un patinador ruso antes conocido como Artur Khil. Fue subcampeón de Rusia en 2010 y 2011 y  ganó la medalla de bronce en los Mundiales de Patinaje Artístico sobre hielo de 2011.

## Trayectoria deportiva

### Comienzos
Artur Gachinski nació en Moscú, pero se trasladó a San Petersburgo para entrenar con Alexéi Mishin a los nueve años. En el 2005 ganó el bronce en el Campeonato Nacional Júnior de Rusia. En  2006  quedó octavo en el campeonato nacional en la categoría júnior y decimocuarto en la categoría sénior. Hizo su debut internacional en la temporada 2007-2008, cuando participó en la serie del Grand Prix Júnior, quedando subcampeón en Estonia, cuarto en Rumania y octavo en la final. Ganó el oro en la Copa de Niza y fue noveno en el Campeonato Nacional de Rusia (categoría sénior) de 2008.

### 2008-2009
En la temporada de 2008-2009, Gachinski compitió en el Grand Prix Júnior. Ganó la medalla de plata en España y quedó cuarto en Reino Unido, quedando octavo en la final. Su primera competición internacional en la categoría sénior  fue el Golden Spin de Zagreb de 2008, donde quedó octavo. Quedó décimo en el Campeonato Nacional de Rusia en la categoría sénior y fue subcampeón en la categoría júnior. Gachinski no pudo competir en los Mundiales Júnior de 2009 por una infección viral que lo retuvo gravemente enfermo con fiebre alta.

### 2009-2010
Gachinski compitió en el Grand Prix Júnior de 2009, ganando el oro en Bielorrusia y la plata en Alemania. En la final obtuvo la sexta plaza. Artur ganó el oro en la Copa de Niza. En el Campeonato Nacional de Rusia quedó 13.º en la categoría sénior y se proclamó campeón júnior. En los Mundiales Júnior de 2010 obtuvo el bronce.

### 2010-2011
Gachinski empezó la temporada 2010-2011 ganando el Trofeo Finlandia y la Copa de Niza. En Skate Canada International patinó enfermo y solo logró alcanzar la  séptima posición. En el Campeonato Nacional de Rusia quedó segundo. Tras adelantar al campeón nacional ruso Konstantin Menshov en el Campeonato Europeo fue seleccionado para ir a los Mundiales, en los que se clasificó tercero pese a su corta edad.

### 2011-2012
Gachinkski no se pudo clasificar para la final del Grand Prix de 2011, debido a mediocres resultados en la Copa de China y la Copa Rostelecom. En el Campeonato Nacional de Rusia quedó segundo, detrás de su mentor Yevgueni Pliúshchenko, que decidió volver al patinaje de competición en esta temporada. Este resultado se repitió en el Campeonato Europeo, donde Gachinski llegó sin embargo  a ganar el programa corto y conseguir su más alta puntuación total hasta la fecha. En el Campeonato del Mundo, que tuvo lugar en Niza, Gachinski tuvo una pésima actuación en ambos programas y acabó 18.º, a más de 50 puntos de distancia del ganador, Patrick Chan.

### 2012-2015
En las competiciones del Grand Prix de 2012, Gachinski no logró buenos resultados, obteniendo el noveno y séptimo puesto en Skate Canada y la Copa Rostelecom respectivamente, por lo que quedó fuera de la final. Fue cuarto en el Campeonato de Rusia y no se clasificó ni para los el Campeonato Europeo ni para el Mundial de esta temporada. En el Grand Prix de 2013, obtuvo la octava y sexta plaza en el Skate America y la Copa Rostelecom. En 2013, tampoco alcanzó buenas calificaciones en el Grand Prix y solo obtuvo la sexta posición en el Campeonato de Rusia, por lo que no fue convocado a otras competiciones internacionales en el resto de la temporada 2013/2014. Participó en la serie del Grand Prix de 2014, pero sin obtener buenos resultados. En el Campeonato de Rusia de la temporada 2014/2015 obtuvo la sexta posición y no volvió a competir en el Campeonato de Rusia o competiciones internacionales importantes. Anunció su retirada del patinaje deportivo en diciembre de 2015.